# Sciades marmoreus
Sciades marmoreus là một loài bọ cánh cứng trong họ Cerambycidae.